# Alexei Semjonowitsch Schiwotow
Alexei Semjonowitsch Schiwotow (russisch Алексей Семёнович Животов; * 1. Novemberjul. / 14. November 1904greg. in Kasan; † 27. August 1964 in Leningrad) war ein russischer Komponist.

## Leben
Schiwotow studierte von 1924 bis 1930 am Leningrader Konservatorium bei Wladimir Schtscherbatschow und Michail M. Tschernow. Zugleich lehrte er dort ab 1926 bis 1930 selbst Theorie und Instrumentation. Schiwotov war 1941 bis 1944 und erneut ab 1948 Mitglied des Leningrader Komponistenverbandes. Außerdem erhielt er für seinen Verbleib in der Stadt während der deutschen Belagerung eine Tapferkeitsauszeichnung. 1957 wurde er Verdienter Künstler der RSFSR und war 1961 bis 1964 Präsident der Leningrader Abteilung des Musikfonds der UdSSR.

## Werk
Frühe Kompositionen Schiwotows standen stark unter dem Eindruck der westlichen musikalischen Avantgarde. Seine 1928 entstandenen Fragmente für Nonett op. 2 sind durch Einsatz von Bitonalität, Quartenharmonik, Glissandi und Clustern geprägt. Spätere Werke (u. a. Liederzyklen, Bühnen- und Filmmusiken) orientierten sich zunehmend an den Forderungen der sowjetischen Kulturpolitik.